# ليندن ويلكينسون
ليندن ويلكينسون (بالإنجليزية: Linden Wilkinson)‏ هي كاتبة سيناريو وممثلة أسترالية، (ولدت في أستراليا القرن 20  م).

## وصلات خارجية
- ليندن ويلكينسون على موقع IMDb (الإنجليزية)
- ليندن ويلكينسون على موقع قاعدة بيانات الفيلم (الإنجليزية)